# Onthophagus martinpierai
Onthophagus martinpierai es una especie de insecto del género Onthophagus de la familia Scarabaeidae del orden Coleoptera.
 Fue descrita en 2016 por Moctezuma, Rossini & Zunino.